# Hierón I
Hierón I (Griego: Ἱέρων; ?-467 a. C.), tirano de Gela (485 - 478 a. C.) y de Siracusa (478-467 a. C.), hermano y sucesor de Gelón.

## Vida
Hijo de Dinómenes y hermano de Gelón, se casó sucesivamente con la hija de Nicocles de Siracusa, con la del tirano Anaxilao de Regio y con la de Jenócrates, hermano de Terón de Acragante. En el año 485 a. C. sucedió a Gelón como tirano de Gela, cuando este se hizo con el poder en Siracusa, y en el 478 le volvió a suceder en Siracusa, tras disputarse el poder con otro hermano, Policelo, apoyado por Terón.
Cuando Hímera se rebeló contra la dominación de Terón de Acragante, aliado de Siracusa, Hierón apoyó a Acragante contra los himeros, que se habían aliado a su vez con el enemigo tradicional de Siracusa, Cartago. 
Partidario de una política expansionista, bajo su dominio la tiranía siracusana alcanzó su ápice. Aprovechando los frutos de la victoria de su hermano en la batalla de Hímera en 480 a. C., arrebató prácticamente toda Sicilia a los cartagineses. También intervino activamente en el sur de Italia, apoyando a la ciudad de Locros contra Anaxilas (477-476), y al año siguiente a la de Laos contra la de Crotona.
En 474 a. C. derrotó a la flota etrusca, aliada de Cartago, en la Batalla de Cumas, tras lo cual fundó una colonia de corta duración en la isla de Pitecusas. Un yelmo de bronce con una inscripción conmemorando la batalla, fue dedicado en el santuario de Olimpia (en la actualidad se conserva en el Museo Británico).
A la muerte de Terón de Acragas puso fin a la alianza de Siracusa con esta ciudad, alianza creada por su hermano Gelón, y contribuyó a la caída de la tiranía agrigentina. Durante su reinado controló todas las ciudades griegas de Sicilia, y estableció estrechos lazos con la ciudad de Mesina, al noreste de la isla.
Al igual que su hermano, llevó a cabo una intensa política de deportación y redistribución de población, desplazando a Leontinos a los habitantes de Naxos y Catana, ciudades que refundó para asentar a sus tropas mercenarias (476 a. C.) Catana, poblada con 10 000 mercenarios, se convirtió en sede de su hijo Deinomenes.
Como otros muchos déspotas contemporáneos, Hierón I fue un defensor de las artes y las letras. En su magnífica corte acogió a filósofos y a poetas, como es el caso de Simónides de Ceos, Baquílides, Esquilo (que escribió una tragedia sobre la refundación de Catana y representó Los persas ante el tirano en 470 a. C.), Epicarmo y Píndaro (que compuso laudos para celebrar las victorias de Hierón en los Juegos Píticos de 482, 478 y 470 a. C., y en los Olímpicos de 476, 472 y 468 a. C.).
Muerto en Catana en el año 467 a. C. y fue sucedido por su hermano Trasíbulo.
Un hijo suyo se llamaba Dinómedes, como su abuelo.